# 三國志DS3
『三國志DS 3』（さんごくしでぃーえすすりー）は、2010年2月18日にコーエー（現・コーエーテクモゲームス）から発売されたニンテンドーDS用歴史シミュレーションゲーム。「三國志シリーズ」の1つ。コーエー最後のニンテンドーDS用ソフトであった。本作をベースとしたニンテンドー3DS用ソフト『三國志』についても述べる。

## 概要
『三國志V』をベースにしていくつかの追加要素が盛り込まれている。プレイヤーは、後漢末期から三国時代の君主のひとりとして天下統一を目指す。

### 三國志Vとの違い
新モードの追加等、大きな変更点はそれぞれの項目で後述する。
- パワーアップキット版の追加要素だった「一騎討ちモード」「シナリオ終了条件の変更」「武将の戦績の閲覧」「エディタ機能」「アイテムの新規作成」は搭載されていない。
- 登場武将が153人増え、571人（SP武将82人も含めると653人）となった（特別武将も増えた）。
- 巡察や訓練などで民忠や訓練度・士気等の数値が変化した時、変化値が表示されるようになった。
- 戦争時の表示が改善された。部隊の兵士数や戦闘時のダメージ値がマップ上で表示されるようになり、武将にカーソルを合わせるとその武将の特技や負傷兵の数が表示されるようになった。
- 陣形の能力を向上させる「兵器」は全ての陣形に設定された。新登場の兵器は全て無料かつ3ヶ月で開発できるが、特定のイベントを成功しなければ開発できない。
- 訪問イベント、評定における目標等の増加。
- シナリオ開始時に、その勢力に所属する任意の武将を君主に変更できるようになった。
- 「特殊担当官」の削除や特殊能力「陣立」の効果は『三國志V』コンシューマー版と同じ仕様となった。

### 新特殊能力
本作オリジナルの特殊能力が14種類追加され、それに伴い取得する特殊能力が変更されている武将も多く存在する。
落穴（おとしあな）
自部隊がいるマスに落とし穴を設置する。通過した敵部隊は兵士数が減少、かつ無陣になり次のターンは行動不能になる。城や関の周り、水には設置できない。
挑発
成功すると対象の敵部隊の士気が+10され、挑発した部隊を追って攻撃する以外の行動が取れなくなる。
潜入
敵武将1人の体力を減少させる。一定確率でさらに怪我を負わせる。
心攻（しんこう）
隣接する敵部隊の兵士を説得して寝返らせる。自分と相手の知力・魅力によって吸収できる兵士数が変わる。自武将の最大兵士数より多くは吸収できない。
鉄壁
次のターンまで防御力を上昇させる。
特攻
自部隊の兵士数が4,000以下の時のみ実行可能。自部隊と隣接する敵部隊に大きな損害を与える攻撃を繰り出す。
猛獣
自部隊が森か山にいる時のみ実行可能。周囲2マスの敵部隊に対して猛獣をけしかけダメージを与え、一定確率で混乱させる。孟獲ら異民族の武将が使用する。
傾国
女性武将専用。男性武将に直接攻撃すると一定確率で混乱させる。
威風
直接攻撃を行うと一定の確率で敵部隊の士気を低下させる。
火神（かしん）
火のダメージを無効化し、火のマスに進入できる。「火計」・「火矢」が使用可能かつ効果が2倍になる。
探知
自部隊の4マス以内に設置されている落とし穴を自動的に除去する。近くに落とし穴がある事を察知するのみにとどまる場合もある。
逆境
自部隊の兵士数が4,000未満になったとき、一度だけ負傷兵が全回復する。
籠城
城や関での負傷兵回復量が上昇する。
幸運
所持している武将が戦場にいると自軍にとって有利になるイベントが発生することがある。

## 中国統一シナリオ
12本のシナリオがあるが、初期状態では『三國志V』通常版と同じ7本のシナリオしかプレイできず、中国統一シナリオおよび英雄バトルロードで条件を満たせば三國志Vパワーアップキット版での追加シナリオ4本および新シナリオ1本がプレイできるようになる。

### 初期からプレイできるシナリオ
- 184年1月 黄巾の乱
- 189年12月 洛陽炎上
- 196年9月 曹操の台頭
- 201年10月 河北の嵐
- 208年11月 臥龍出淵
- 219年7月 三国鼎立
- 234年9月 星落五丈原

### 条件を満たせばプレイできるシナリオ
- 184年5月 放浪の賢聖
特殊武将が君主となるシナリオ。特殊武将の追加により君主の人数が増加した。
- 187年8月 黄巾と南漢
後漢の都洛陽を制圧した黄巾賊と、南へ逃れ建業に「南漢」を建国した漢軍の2大勢力のみで構成される仮想シナリオ。『V』では新君主専用シナリオだったが、本作では何進・張角でプレイ可能になった。
- 200年1月 官渡の戦い
- 213年5月 劉備入蜀
- 184年5月 英雄集結
本作に登場する全ての武将が一同に集結する新シナリオ。武将は全員勇名10で、特殊能力を1つ覚えた状態で開始する。寿命が設定されていないため同じ武将を何百年も使う事ができるが、400年までに統一できなければゲームオーバーとなる。

## 英雄バトルロード
新モード。プレイヤーオリジナルの軍団を作り、『三国志』の著名な戦いに参戦する。戦闘のみをプレイするキャンペーンシナリオで、比較的短時間でプレイできる。
新たな戦場を勝ち抜くごとに自軍に登用可能な武将が増え、最高評価のSを獲得するとさらに強力な武将が登用可能になる。自軍に登用した武将はステージをクリアする度に得られるアイテムで能力値を成長させることができ、その成長を中国統一シナリオに反映させることもできる。また、ステージごとに設定されている特殊な条件を満たしてクリアすると、兵器や特別ステージのプレイ権などが手に入る。

## 新武将登録
100人までの新武将を登録して、中国統一シナリオに登場させることができる。

## チュートリアル
ゲームの進め方を実際にプレイしながら解説するモード。孫策と周瑜および呉陣営の武将たちの会話方式による、本編にはないコミカルな流れで展開していく。

## ギャラリー
中国統一シナリオ内で一度でも配下にした武将は「武将カード」を獲得でき（シナリオ開始時にすでに配下である武将・外交コマンドの「脅迫」で配下になった武将は獲得できない）、このギャラリーで閲覧できる。同様に獲得アイテム・起こした歴史イベントもファイリングされる。
また、中国統一シナリオおよび英雄バトルロードで条件を満たすと「いにしえ武将」や「水滸伝武将」のカードである「SP武将カード」を獲得できる。カードを獲得したSP武将は中国統一シナリオに登場させることができる。

## ニンテンドー3DS版
ニンテンドー3DS版は『三國志』のタイトルで2013年9月19日発売。
『三國志DS 3』をベースに、新規シナリオ、新武将、新モード「名君チャンピオン道場」等の追加、エディット機能の強化などが施されている。